# أوشان أوفلا أنزي (أفلا أنزي)
أوشان أوفلا أنزي هو دُوَّار يقع بجماعة تيغمي، إقليم تيزنيت، جهة سوس ماسة في المملكة المغربية. ينتمي الدوّار لمشيخة أفلا أنزي التي تضم 58 دوار. يقدر عدد سكانه بـ 131 نسمة حسب الإحصاء الرسمي للسكان والسكنى لسنة 2004.

## روابط خارجية
- البوابة الوطنية للجماعات الترابية
- المندوبية السامية للتخطيط